# Зелёная Горка (Ростовская область)
Зелёная Го́рка — посёлок в Семикаракорском районе Ростовской области.
Входит в состав Задоно-Кагальницкого сельского поселения.

## География
Зелёная Горка расположена на левом берегу Нижнедонского оросительного канала.

## История
Посёлок был образован в 1967 году. Получил такое название из-за месторасположения, так как посёлок стоит на пригорке, а по сторонам дороги возвышаются тополя и располагаются поля.

## Население
| 2010 |
| ---- |
| 651  |

## Улицы
| - ул. А. С. Пушкина, - пер. Абрикосовый, - ул. Бориса Куликова, - ул. Виноградная, - ул. Донская, | - пер. Казачий, - ул. Садовая, - ул. Сергея Есенина, - ул. Степная, - ул. Янтарная. |

## Инфраструктура
- Школа,
- Детский сад,
- Дом культуры,
- Сбытово-снабженческий кооператив.